# تشارلز فرانكلين دنبار
تشارلز فرانكلين دنبار(بالإنجليزية: Charles Franklin Dunbar)‏ (و. 1 أبريل 1937) دبلوماسي أمريكي سابق. عمل في عدد من المناصب، بما في ذلك سفيرا لدى قطر (7 أكتوبر 1983 - 23 مارس 1985) ولدى اليمن (16 يونيو 1988-13 يونيو 1991).

## السيرة الذاتية
ولد دنبار في كامبريدج ، ماساتشوستس في 1 أبريل 1937. تولى عدد من المناصب في الخارجية الأمريكية. من عام 1962 إلى عام 1981 تم تعيينه في السفارات الأمريكية في طهران وكابول والرباط والجزائر ونواكشوط وموريتانيا وكذلك القنصلية الأمريكية في أصفهان بإيران. عمل دنبار في مناصب أخرى حتى عام 1998 عندما شغل منصب الممثل الخاص للأمين العام للأمم المتحدة للصحراء الغربية.